# Dacia Solenza
Der Dacia Solenza erschien im Februar 2003 als überarbeitetes Modell des SupeRNova. Dank der Kooperation mit Renault war der Solenza technisch wesentlich moderner als seine Vorgänger und besaß ein moderneres Design. Ab 2004 wurde ein Modell mit einem Dieselmotor von Renault angeboten. Die Topversion hatte eine Klimaanlage, elektrische Fensterheber, CD-Radio, Fahrerairbag, Nebelscheinwerfer, Antiblockiersystem und teilweise lackierte Stoßfänger. Mit dem Dieselmotor kostete diese Version etwa 6.000 EUR. Auch in seinem letzten vollständigen Produktionsjahr hatte der Solenza einen vorderen Platz in der rumänischen Zulassungsstatistik, im März 2005 wurde die Produktion beendet. Als Nachfolger kann der knapp ein Jahr zuvor erschienene Logan angesehen werden, der auch in Deutschland angeboten wurde.

## Motoren
| Name    | Hub- raum | Typ            | Leistung                      | Dreh- moment           | Höchst- geschwin- digkeit | Beschleu- nigung (0–100 km/h) | Kraftstoff- verbrauch Stadt (100 km) | Kraftstoff- verbrauch Land (100 km) |
| ------- | --------- | -------------- | ----------------------------- | ---------------------- | ------------------------- | ----------------------------- | ------------------------------------ | ----------------------------------- |
| 1.4 MPi | 1390 cm3  | 8 Ventile SOHC | 55 kW (75 PS) bei 5.250 min−1 | 114 Nm bei 2.800 min−1 | 165 km/h                  | 13,1 s                        | 8,7 l                                | 5,6 l                               |
| 1.9 D   | 1870 cm3  | 8 Ventile      | 46 kW (63 PS) bei 4.500 min−1 | 120 Nm bei 2.250 min−1 | 155 km/h                  | 16,9 s                        | 7,2 l                                | 4,7 l                               |